# L'execució de Maria Stuart
L'execució de Maria Stuart és un curtmetratge de 18 segons produït el 1895 per Thomas Edison i dirigit per Alfred Clark. La pel·lícula representa l'execució de la reina Maria I d'Escòcia. Es considera la primera pel·lícula en utilitzar efectes especials, específicament l'“stop trick” o escamoteig.
La pel·lícula pot haver estat la primera en utilitzar actors professionals, a més de ser la primera en usar l'edició per aconseguir un efecte especial. El film mostra la reina Maria (interpretada pel secretari i tesorer de la Kinetoscope Company, Robert Thomae) amb els ulls embenats i sent dirigida cap al cadafal. En el moment en què el botxí aixeca la destral la pel·lícula està editada de manera que l'actriu desapareix i és reemplaçada per un maniquí. El cap del maniquí és tallat i el botxí l'aixeca a l'aire mentre la pel·lícula acaba.
Segons la doctora Kate Fortmueller, aquesta i altres pel·lícules van ser creades per impulsar els negocis d'Edison i marca l'inici d'una tendència cap al film històric amb pel·lícules com Joana d'Arc o Indian Scalping Scene, del mateix any i director. Tot i així, es va seguir fent cinema centrat en la cultura popular del moment.
També destaca el fet que, a diferència d'altres pel·lícules d'Edison de l'època, L'execució de Maria Stuart no va ser gravada al Black Maria, com revela el fons clar i dotat de profunditat de camp.